# Врабево
Врабево е село в Северна България. То се намира в община Троян, област Ловеч.

## География
Село Врабево може да бъде открито в центъра на триъгълника между градовете Троян, Ловеч и Севлиево. Земите на Врабево граничат със землищата на селата Добродан, Стефаново, Дамяново, Дебнево, махалата Маргатина. Врабево е естествен център на околните села и поради функциониралата до няколко години преди 2006 г. гимназия.
Намира се в Предбалкана, като съчетава възможностите на равнината и на планината. Климатът предпоставя възможността за развитието на всички срещани в България фиданки.

## Население
Численост и дял на етническите групи според преброяването на населението през 2011 г.:
|                     | Численост | Дял (в %) |
| Общо                | 779       | 100,00    |
| Българи             | 433       | 55,58     |
| Турци               | 11        | 1,41      |
| Цигани              | 0         | 0,00      |
| Други               | 0         | 0,00      |
| Не се самоопределят | 0         | 0,00      |
| Неотговорили        | 333       | 42,74     |

## История и име
Като населено място Врабево е възникнало по време на военните действия, водени от братята Асен и Петър през 1185 – 1187 г.(по съхранени писмени данни в Народната библиотека „Св. св. Кирил и Методи“). В земите на сегашното село се смята, че е станала една от многото размени на военнопленници и голяма част от тях са пожелали да останат (територията на селото е влизала във владенията на търновските боляри). Предполага се, че името на местността „Робово бърдо“, която е разположена малко на север от Гяур баир идва точно от тази размяна – на „роби“, т.е. военнопленници. Една от версиите относно името на селото също е свързана с „робския“ характер на първите му заселници – смята се, че се е наричало „Рабево“, от „раби“ (роби; по-късно буквата „В“ е била прибавена като сливане на предлога „в“ с първоначалното име). В подкрепа на достоверността на това твърдение са и многото имена на местности: Царска чешма, Царевец, Каля/Калоянова/ черква...

## Културни и природни забележителности
- църквата „Свети Архангел Михаил“, построена повече от 110 години преди 2006 г. с труда и спомоществованието на населението от селото. Стенописите са дело на дебърските майстори Наум и Ненчо Илиеви.[3]
- от старото килийно училище са останали само снимки.
- интересни в архитектурно отношение сгради
  - всестранна кооперация „Взаимопомощ“ с часовникова кула
  - гимназията
  - Ветеринарната лечебница
  - фамилна къща „Попов“
  - къщите на фамилиите Иванджийски, Балеви, Далекови, Караиванови, Толекови, Коеви, Данчеви, Доковски – оттук са и корените на именитата българска адвокатка Даниела Доковска – която оглавява от 2008 г. и висшия адвокатски съвет и сестра ѝ Павлина Доковска – пианист, Керкенезов, Йочевски, Михови, Лафчийски, Тутекови, Топузови, Стратеви, Рошковски, Хаджийски, макар и позападнали, са своеобразно свидетелство за архитектурата в едно българско село от началото на миналия век.
- духовата музика, създадена през 20-те години на миналия век от Никола Цонков Заяков
- известни местности: Гяур Баир, Барковец, Двата гроба, Ледево, Купито, Въртешница, Каля Черква, Курдова могила, Урунконак, Царската чешма, Царевец, Ламбанка, Пладнището.
- надгробните паметници на Христо Ц. и Стоян Ц.Заякови. Това са двама братя, загинали по фронтовете на Балканската война, живели разделени и в коренно различно финансово състояние. Единият паметник е от мрамор, другият от ронлив камък. До известно време преди 2006 г. паметниците са се намирали в черковния двор, след което са преместени в началото на гробищата.

## Редовни събития
Врабево отбелязва своя празник със селски събор всяка есен на празника на Св. Архангел Михаил, по името на черквата. Великден се празнува с организирана програма от песни и танци на площада.

## Личности
Подредени по първо име и фамилия:
- проф. Аксиния Джурова, изкуствовед, теоретик и историк на изкуството
- Ангел М. Заяков, композитор, хоров диригент, дългогодишен учител по музика
- Атанас Йонков, дългогодишен ген. директор на БМФ до 1993 г.
- доц. д-р Бойко М. Пенков – първият избран от парламента председател на УС на НЗОК
- Борис Бакалов, композитор, хоров диригент и дългогодишен учител по музика.
- проф. Борис Боев, историк
- арх. Борис Боев /Дядо Бойчо/, зам.министър в няколко правителства преди 10.11.89
- инж. Борис Мареков, директор на представителството на МОТО ПФОЕ в България
- Валентин Заяков, спортен деятел, президент на Българската асоциацията по плажен волейбол, президент на Българската Федерация по Волейбол ('92-'99), член на съдийската комисия към Световната Федерация по Волейбол (FIVB), генерален секретар на Българския Олипийски Комитет ('95-'99).
- Васил М. Босев, политик, ръководител на катедра във ВА „Г.С.Раковски“
- Васил Караиванов, лекоатлет, майстор на спорта, шампион на троен скок
- Васил Киров Митков (1909 – 1991) – създал първия промишлен кожарски цех във Врабево и пенсионно осигурявал работниците си. Притежател на първия спортен велосипед във Врабево, първия мотоциклет „Сакс“, първия радиоапарат „Ореон“ и отгледал първия кон за спортна езда. Първият му син Васил Василев Киров (1934 – 2009) става един от най-добрите кожари в България и участвал в пускането на кожарски заводи в Алжир и Танзания.
- Веселин В. Заяков, политик, доцент в ТУ-Русе,
- Веска Коева (Толекова по баща) – уважаван дългогодише педагог и общественик
- Георги Петров Георгиев – доцент по Социална педагогика – теория и методика на ресоциализацията и методика на превантивно-корекционната дейност, доктор по педагогика, ръководител на катедра „Педагогика“ при ВТУ „Св. св. Кирил и Методий“
- Гергина М. Тошкова /Бончевска/, тъкачка на китеници, народен майстор
- Даниела Стефанова Доковска – адвокат и сестра на Павлина Стефанова Доковска – Пианист
- Добри Джуров, политик, дългогодишен военен министър, армейски генерал
- Добри М. Пенков – първият кореспондент на регионални и национални печатни медии от селото
- Иван Гадевски, актьор, директор на Плевенския драматичен театър
- Иван Иванджийски, директор на Студия за документални филми, посланик в Полша, 60-70-те години на миналия век.
- проф. Иван Койнаков, ръководител на катедра в ПУ „Паисий Хилендарски“
- ст.н.с. д-р инж. Иван Найденов Караиванов, публикувал десетки трудове в областта на железопътния транспорт на България
- Иван Михайлович Молдован /Иван Михов/, опълченец, загинал в боевете на Шипка
- Иван Недялков, опълченец от I рота на 8-а дружина, заселил се след Освобождението във Врабево, родом от с. Зла река
- д-р на философските науки Иван Ст. Тутеков, политик, министър, с най-голяма заслуга за откриване на гимназия във Врабево
- Иван Цонков – наставникът на оперната прима Гена Димитрова, хоров диригент
- Константин Йоакимов Коев – Доктор на Науките; Директор на ИПЗЖ, Института за Плнаински Земеделие и Животновъдставо, Гр Троян, Общественик, награден от Световния съвет за защита на мира
- Красимир Иванджийски (1947 – ), журналист, издател, политик; собственик и гл. редактор на в. „Строго секретно“ (роден във Врабево)
- проф. Марин Д. Пенков – почвовед, ръководител на катедра в МГИ
- Минко Станев /Карата/- анархокомунист, убит в 1935 г. край мина Плачковци.
- Минко Христов, депутат в XXXVIII народно събрание 1997 – 2001 г., парламентарна група на ОДС
- Михо В. Заяков – спонсор и спомоществовател на българските културни институции в Будапеща / Унгария /
- Найден Василев Караиванов – дългогодишен учител и Председател на читалище „Надежда“ в селото, съден, но признат за невинен от Народния съд и преследван от местните комунисти
- Найден Ангелов Найденов – учител по литература в с. Врабево от 1955 до 1963 г. Изключен от Соф. университет заради попския си произход, но реабилитиран и превърнал се в деятел на културата от национално значение.
- Никола Василев Никовски – Гемиджия – с уникалния си талант да предсказва времето и ненадминатата си работливост, с която е помагал на всички свои съселяни на добронамерени приятелски начала.
- д-р Найден Иванов Толеков, хирург-уролог, създател на Урологично отделение в Окръжна болница – Велико Търново, автор на изобретения и рационализации в областта на урологията.
- Николай Заяков, поет и публицист
- Павел Боржуков, испанист и поет
- Пенко Толеков /Даскала – Първият среднист на с. Врабево; Завършил гимназия в гр. Плевен; Първият учител с учителска правоспособност на с. Врабево; 20 години председател, касиер и деловодител на обществени начала, без заплата на кооперация ‘Взаимопомощ’ от 1912 до 1932 год; Най-активен участник за откриване на прогимназия в с. Врабево; Дълги години председател на читалището/
- Пенчо Далеков, Спас Пенов, Марин Ц. Петков, Христо Влашки, Димитър /Дико/ Кутровски, Марин Колев, Томи Томев – автори в различно време на книги за историята на Врабево.
- Петър Вълчев Топузов, първият врабевенин, завършил средно образование
- инж. Радион Доков, политик, зам. министър в последното правителство преди 10 ноември 1989 г.
- Светослав Л. Топузов, майстор на спорта, шампион на троен скок
- Станчо Хаджистанчев Врабевски – председател на тетевенския революционен комитет, сподвижник на В. Левски
- Трифон Матев Ковачев, първият, роден във Врабево, учител във врабевското училище, 1893 г.
- Христо Касалийски, спортен журналист и коментатор
- капитан Христо Сп. Колев, военен летец, загинал през 1966 г. край с. Перущица
- полк. Христо М. Тошков, военен, автор на „Боен устав на пехотата“

### Групи хора
- Учители: Цанко и Лальо Топузови; Васил, Цонко и Дафина Тутекови; Иван и Дора Спасови; Стефана Попова; Найден Караиванов;
- Любка и Марин Михови; Нанко Нанков, Минчо Данчев; Коса Койнакова; Бориса Марекова; Йорданка Джурова; Стефана Димитрова; Стоян Ст. Заяков – първият директор на гимназията, след това Начлник Просвета в Окръжния съвет във Велико Търново; Мита Заякова; Григор Ватев; Христо Тошков

### Дисиденти
- Стефан В. Тутеков, дисидент, съден, преследван и убит от тоталитарния режим
- Васил Ив. Добрев /Янката/, дисидент, съден, преследван и убит от тоталитарния режим
- Илия Ст. Илиев, дисидент, измъчван, съден и преследван от тоталитарния режим, починал
- Христо Любомиров Ковачев, дисидент, измъчван, съден и преследван от тоталитарния режим, починал
- Димитър Ив. Попов /Серин/, дисидент, измъчван, съден и преследван от тоталитарния режим
- Георги Ал. Генков, дисидент, измъчван, съден и преследван от тоталитарния режим